# ماری فابر
ماری فابر (انگلیسی: Mary Faber؛ زادهٔ ۸ اوت ۱۹۷۹) هنرپیشه، خواننده، صداپیشه و رقصنده اهل ایالات متحده آمریکا است. او با گیب ویچر آهنگساز اهل ایالات متحده آمریکا ازدواج کرده است.
ماری در مجموعه‌های تلویزیونی چون همسر خوب، پارک‌ها و تفریحات و شوخی کردن به ایفای نقش پرداخته است.